# Go Joon-hee
Go Joon-hee (nacida Kim Eun-joo; Seúl, 31 de agosto de 1985) es una actriz surcoreana, quien debutó como modelo de uniformes escolares en 2001 y posteriormente se lanzó como actriz en 2003. Ella adoptó el nombre artístico Go Joon-hee en 2008, el cual fue el nombre de su personaje en What's Up Fox (2006).

## Carrera
En noviembre de 2019 se anunció que se había unido a la agencia Mountain Movement.

## Filmografía

### Películas
| Año  | Título            | Papel                                                              |
| ---- | ----------------- | ------------------------------------------------------------------ |
| 2007 | Hansel and Gretel | Hae-young                                                          |
| 2008 | Girl Scout        | Kang Eun-ji                                                        |
| 2011 | Drifting Away     | Dan-bi                                                             |
| 2011 | Yeosu             | Mi-jin                                                             |
| 2012 | Architecture 101  | Eun-chae                                                           |
| 2012 | Doomsday Book     | Kim Yoo-min ("A Brave New World"); Weather girl ("Happy Birthday") |
| 2013 | Marriage Blue     | Yi-ra                                                              |
| 2014 | Red Carpet        | Jung Eun-soo                                                       |
| 2015 | Intimate Enemies  | Na-mi                                                              |

### Series
| Año  | Título                                             | Papel                              | Red          |
| ---- | -------------------------------------------------- | ---------------------------------- | ------------ |
| 2003 | Sin aliento                                        | Jo Young-ji                        | MBC          |
| 2005 | La galleta de la Maestra y la Estrella de Caramelo | Kim Sun-ah                         | SBS          |
| 2006 | Dasepo Naughty Girl                                | Chica con la Pobreza en su espalda | Super Acción |
| 2006 | MBC Mejor Teatro "Ese Tipo"                        | Lee Hyun-joo                       | MBC          |
| 2006 | What's Up Fox?                                     | Go Joon-hee                        | MBC          |
| 2007 | Loco de Amor                                       | Jo Min-hee                         | SBS          |
| 2008 | Ladrón                                             | Young-sook (cameo, episodio 1)     | SBS          |
| 2008 | El Hospital General De 2                           | Kang Eun-ji                        | MBC          |
| 2010 | Los Cazadores De Esclavos                          | Je-ni                              | KBS2         |
| 2011 | ¿Puedes Escuchar Mi Corazón?                       | Kang Min-soo                       | MBC          |
| 2012 | Doce Hombres en un Año                             | Park so-ya                         | tvN          |
| 2012 | El Cazador                                         | Seo Ji-won                         | SBS          |
| 2013 | La reina de la Ambición                            | Seok Soo-jung                      | SBS          |
| 2015 | Ella Era Bonita                                    | Min Ha-ri                          | MBC          |
| 2017 | Intocable                                          | Goo Ja-kyung                       | JTBC         |
| 2019 | Espíritu criminal                                  | Hong Seo-jung                      | OCN          |

### Espectáculo de variedad
| Año  | Título                                 | Red     | Notas                                 |
| ---- | -------------------------------------- | ------- | ------------------------------------- |
| 2005 | X-man: Pattaya Especial                | SBS     | Miembro de reparto                    |
| 2008 | Juego de entrevista                    | SBS     | Anfitriona                            |
| 2010 | Fox Butler                             | MBC     | Miembro de reparto                    |
| 2011 | Revista de estilo                      | OnStyle | Anfitriona                            |
| 2013 | Nos Casamos Estación 4                 | MBC     | Miembro de reparto; con Jeong Jinwoon |
| 2019 | Pink Festa                             | MBC     | presentadora                          |
| 2021 | Law of the Jungle in Ulleungdo & Dokdo | SBS     | (ep. #432-433) - miembro              |

### Presentadora
| Año  | Programa                          | Notas                     |
| ---- | --------------------------------- | ------------------------- |
| 2020 | 2020 Soribada Best K-Music Awards | [ 6 ]                     |
| 2020 | 34th Golden Disc Awards           | presentadora de categoría |

### Vídeo musicales
| Año  | canción                               | artista        |
| ---- | ------------------------------------- | -------------- |
| 2004 | "Don't Know Why"                      | SG Wannabe     |
| 2005 | "The One Who Is Listening to My Song" | Park Shin-yang |
| 2005 | "The Lover"                           | Park Shin-yang |
| 2005 | "Scattered Days"                      | Park Hyo-shin  |
| 2006 | "Shirin (It's Cold)"                  | Lee Soo-young  |
| 2011 | "Like Rain, Like Music"               | Joo Jin-mo     |

## Premios y nominaciones
| año  | premio                                       | categoría                                 | Nominación                | resultado |  |
| ---- | -------------------------------------------- | ----------------------------------------- | ------------------------- | --------- |  |
| 2001 | SK Smart Uniform Model Contest               | primer lugar                              | rowspan="3" [NA]: {{{1}}} | Ganador   |  |
| 2002 | Yeshin Persons Model Contest                 | Grand Prize                               |                           | Ganador   |  |
| 2003 | Binggrae Model Contest                       | Miss Binggrae                             |                           | Ganador   |  |
| 2006 | 25th MBC Drama Awards                        | mejor actriz nueva                        | What's Up Fox?            | Nominado  |  |
| 2012 | 5th Style Icon Awards                        | Fashion Icon                              | rowspan="2" [NA]: {{{1}}} | Ganador   |  |
| 2012 | 6th Mnet 20's Choice Awards                  | 20's Style                                |                           | Nominado  |  |
| 2012 | 20th Korean Culture and Entertainment Awards | Popularity Award, Actress in a Drama      | The Chaser                | Ganador   |  |
| 2012 | 20th SBS Drama Awards                        | New Star Award                            | The Chaser                | Ganador   |  |
| 2013 | 2nd APAN Star Awards                         | Acting Award, Actress                     | Queen of Ambition         | Nominado  |  |
| 2013 | 28th Korea Best Dresser Swan Awards          | Best Dressed, Actress category            | rowspan="4" [NA]: {{{1}}} | Ganador   |  |
| 2014 | 1st S-Oil Best Model Awards                  | Gold Actor Sector                         |                           | Ganador   |  |
| 2015 | 1st Fashionista Awards                       | Best Fashionista – Female Category        |                           | Ganador   |  |
| 2015 | 1st Fashionista Awards                       | Best Fashionista – Hair Style Sector      |                           | Nominado  |  |
| 2015 | 1st Fashionista Awards                       | Best Fashionista – TV Category            | She Was Pretty            | Nominado  |  |
| 2015 | 34th MBC Drama Awards                        | Excellence Award, Actress in a Miniseries | She Was Pretty            | Nominado  |  |
| 2015 | 34th MBC Drama Awards                        | Popularity Award, Actress                 | She Was Pretty            | Nominado  |  |
| 2016 | InStyle Star Icon                            | Most Stylish Female Actress               | rowspan="2" [NA]: {{{1}}} | Nominado  |  |
| 2016 | 8th Style Icon Awards                        | Style Icon                                |                           | Nominado  |  |